# El bribón
El bribón fue un concurso de televisión español presentado por Pablo Chiapella. El programa se emitió de lunes a viernes a las 19:30 horas, entre el 25 de noviembre de 2019 y el 14 de febrero de 2020, en Cuatro. Finalmente, debido a los bajos datos de audiencia, el programa fue cancelado por Mediaset y fue reubicado a las 12:55 desde el 24 hasta el 28 de febrero. Los últimos programas grabados se emitieron desde el 25 de agosto, alrededor de las 9:00 de la mañana, hasta el 9 de septiembre.

## Mecánica
En cada episodio de El bribón, tres parejas de concursantes con algún vínculo (amigos, parientes, compañeros de trabajo, etc.) compiten por ganar un premio de hasta 70.000 euros. Para ello, a lo largo de tres fases eliminatorias, deben demostrar sus conocimientos sobre cultura general y su intuición acerca de si determinadas afirmaciones son verídicas o no.
En la primera fase compite la pareja finalista del programa anterior con otra nueva a lo largo de tres pruebas. En Personajes enfrentados y ¿Quién es quién? deben responder preguntas sobre personajes conocidos y en Antes, justo o después, acerca de acontecimientos históricos.
A continuación, en la segunda fase, el dúo con más aciertos se enfrenta a la pareja ganadora del programa anterior. La prueba de esta etapa recibe el nombre de Las siete tesis, donde tienen que adivinar si siete afirmaciones son verdaderas o falsas. Si aciertan, suman 10.000 euros por cada respuesta correcta, pero si fallan, pierden el turno y el dinero acumulado. El tándem que acierte la séptima tesis es el que pasa a la final, en la que está en juego llevarse el dinero acumulado.
Por último, la tercera fase, llamada El bribón, cuenta con un panel de seis bolas de colores, una de las cuales esconde el "bribón". Las demás bolas contienen cada uno de los dígitos de la cifra acumulada. Así, la pareja ha de ordenarlas intentando evitar al "bribón", que podría cortar la cantidad según la posición en la que esté. Asimismo, en esta fase son importantes dos elementos: la intuición y el azar, ya que también deben enfrentarse a las tentaciones que les va ofreciendo el presentador. Finalmente, una vez ordenadas las bolas, la cantidad que estas indiquen será la que consiga el dúo ganador.

## Equipo
| Nombre          | Profesión | Cargo                    | Duración  |
| --------------- | --------- | ------------------------ | --------- |
| Pablo Chiapella | Actor     | Presentador de El bribón | 2019-2020 |
| Lorena Berdún   | Sexóloga  | Voz en off de El bribón  | 2019-2020 |